# Drypetes gentryi
Drypetes gentryi là một loài thực vật có hoa trong họ Putranjivaceae. Loài này được Monach. mô tả khoa học đầu tiên năm 1948.